# Tigran Jesajan
Tigran Jesajan (orm.: Տիգրան Եսայան, ur. 2 czerwca 1972 w Erywaniu) – ormiański piłkarz występujący na pozycji napastnika. Trener piłkarski.

## Kariera klubowa
Jesajan karierę rozpoczynał w 1993 roku w Zwartnocu Eczmiadzyn. Następnie grał w Banancu Kotajk, a w 1995 roku został zawodnikiem drugoligowego klubu Jerewan FA. W tym samym roku awansował z nim do pierwszej ligi. W 1997 roku wraz z zespołem zdobył mistrzostwo Armenii. W 1999 roku przeszedł do ukraińskiego Torpeda Zaporoże, grającego w drugiej lidze. W tym samym roku wrócił jednak do Jerewan FA.
W 2000 roku Jesajan grał w Araracie Erywań, z którym wywalczył wicemistrzostwo Armenii. W 2001 roku odszedł stamtąd do libańskiego Salamu Zagharta, a następnie przeniósł się do francuskiego zespołu AS Ararat Issy z szóstej ligi. W 2002 roku odszedł do Banancu Erywań i występował tam przez sezon 2002. Potem grał w libańskim Homenmenie Bejrut, a w 2004 roku wrócił do Banancu. W kolejnych latach był jeszcze zawodnikiem Lernajinu Arcach Erywań oraz Araratu Erywań, gdzie w 2006 roku zakończył karierę.

## Kariera reprezentacyjna
W reprezentacji Armenii Jesajan zadebiutował 20 czerwca 1996 w przegranym 0:4 towarzyskim meczu z Peru, a 25 czerwca 1996 w wygranym 2:1 towarzyskim pojedynku z Paragwajem strzelił swojego pierwszego gola w kadrze. W latach 1996–1999 w drużynie narodowej rozegrał 21 spotkań i zdobył 4 bramki.